# Acide niflumique
L’acide niflumique est un médicament utilisé dans le traitement de l'arthrite rhumatoïde, et, plus généralement, des douleurs musculaires et articulaires. Il sert également contre certaines douleurs dues à une inflammation de la gorge, des oreilles ou de la bouche.
C'est un anti-inflammatoire non stéroïdien. On le range parmi les inhibiteurs de la cyclooxygénase 2 (PTGS2). Il est parfois utilisé en recherche biologique pour inhiber les canaux à chlorure. Des publications font état de son action sur les récepteurs GABAA et NMDA, et pour bloquer les canaux calciques de type T.